# Arno Bähr
Arno Bähr (* 5. November 1910 in Scherbda; † unbekannt) war ein deutscher Lehrer und Politiker der DDR-Blockpartei LDPD. 

## Leben
Bähr war der Sohn eines Angestellten. Er besuchte die Volksschule und das Realgymnasium und absolvierte danach eine Ausbildung zum Exportkaufmann. Nach Ausbruch des Zweiten Weltkrieges wurde er zur deutschen Wehrmacht eingezogen und kehrte 1945 aus dem Krieg zurück. 1946 wurde er Lehrer und Dozent. Von 1947 bis 1949 war Bähr im Kreisvorstand Leipzig der Gewerkschaft Unterricht und Erziehung tätig. Im Anschluss wurde er Kreisschulrat in Kamenz und Leiter der Abteilung Volksbildung beim Rat des Kreises Kamenz. Ab 1955 war er wieder als Lehrer im Schuldienst tätig. Er nahm ein Fernstudium an der Pädagogischen Hochschule in Potsdam auf.

## Politik
Er trat der 1945 in der Sowjetischen Besatzungszone neugegründeten LDPD bei und wurde später zum Vorsitzenden des LDPD-Kreisverbandes in Kamenz gewählt. Außerdem wurde er Mitglied des Bezirksvorstandes Dresden und des Kreisausschusses Kamenz der Nationalen Front sowie der Kreisleitung des Kulturbundes zur demokratischen Erneuerung Deutschlands. In den beiden Wahlperioden 1950 bis 1954 und 1954 bis 1958 war er Mitglied der LDPD-Fraktion in der Volkskammer.

## Auszeichnungen
- 1954: Wander-Medaille in Bronze